# Alexandre Despatie
Alexandre Despatie (Montreal, 8 de junio de 1985) es un deportista canadiense que compitió en saltos de trampolín y plataforma.
Participó en cuatro Juegos Olímpicos de Verano entre los años 2000 y 2012, obteniendo dos medallas, plata en Atenas 2004 y plata en Pekín 2008. En los Juegos Panamericanos consiguió siete medallas, en los años 2003 y 2007.
Ganó ocho medallas en el Campeonato Mundial de Natación entre los años 2001 y 2009.

## Palmarés internacional
| Juegos Olímpicos     | Juegos Olímpicos                | Juegos Olímpicos  | Juegos Olímpicos       |
| Año                  | Lugar                           | Medalla           | Prueba                 |
| -------------------- | ------------------------------- | ----------------- | ---------------------- |
| 2004                 | Atenas (Grecia)                 | Medalla de plata  | Trampolín 3 m          |
| 2008                 | Pekín (China)                   | Medalla de plata  | Trampolín 3 m          |
| Campeonato Mundial   |                                 |                   |                        |
| Año                  | Lugar                           | Medalla           | Prueba                 |
| 2001                 | Fukuoka (Japón)                 | Medalla de plata  | Plataforma 10 m        |
| 2003                 | Barcelona (España)              | Medalla de oro    | Plataforma 10 m        |
| 2005                 | Montreal (Canadá)               | Medalla de oro    | Trampolín 1 m          |
| 2005                 | Montreal (Canadá)               | Medalla de oro    | Trampolín 3 m          |
| 2007                 | Melbourne (Australia)           | Medalla de plata  | Trampolín 3 m          |
| 2007                 | Melbourne (Australia)           | Medalla de plata  | Trampolín 3 m sincro   |
| 2009                 | Roma (Italia)                   | Medalla de bronce | Trampolín 3 m          |
| 2009                 | Roma (Italia)                   | Medalla de bronce | Trampolín 3 m sincro   |
| Juegos Panamericanos |                                 |                   |                        |
| Año                  | Lugar                           | Medalla           | Prueba                 |
| 2003                 | Santo Domingo (Rep. Dominicana) | Medalla de oro    | Trampolín 3 m          |
| 2003                 | Santo Domingo (Rep. Dominicana) | Medalla de oro    | Trampolín 3 m sincro   |
| 2003                 | Santo Domingo (Rep. Dominicana) | Medalla de oro    | Plataforma 10 m sincro |
| 2003                 | Santo Domingo (Rep. Dominicana) | Medalla de bronce | Plataforma 10 m        |
| 2007                 | Río de Janeiro (Brasil)         | Medalla de oro    | Trampolín 3 m          |
| 2007                 | Río de Janeiro (Brasil)         | Medalla de bronce | Plataforma 10 m        |
| 2007                 | Río de Janeiro (Brasil)         | Medalla de bronce | Trampolín 3 m sincro   |